# Powursk (stacja kolejowa)
Powursk (ukr. Повурськ) – stacja kolejowa w miejscowości Powórsk, w rejonie kowelskim, w obwodzie wołyńskim, na Ukrainie. Położona jest na linii Sarny – Kowel.
Nazwa stacji jest i była zapisywana inaczej niż nazwa miejscowości we wszystkich językach urzędowych obowiązujących na tych terenach.
| język     | nazwa stacji      | nazwa wsi         |
| --------- | ----------------- | ----------------- |
| polski    | Powursk           | Powórsk           |
| ukraiński | Повурськ, Powurśk | Поворськ, Poworśk |
| rosyjski  | Повурскъ, Powursk | Поворск, Poworsk  |

## Historia
Stacja powstała w czasach carskich pomiędzy stacjami Maniewicze i Kowel.